# 栄本町 (池田市)
栄本町（さかえほんまち）は、大阪府池田市にある地名である。丁番をもたない単独町名である。郵便番号は 563-0058 である。当地域の人口は、2017年12月末時点で 1,131 人である（池田市市民生活部総合窓口課の資料による）。面積は、2018年3月末時点で 0.069 平方キロメートルである（池田市市長公室広聴文書課の資料による）。

## 地理
池田市の南西部に位置する。北は、綾羽一丁目、城山町と接しており、東は、建石町と接している。南は、大和町、栄町と接しており、西は、槻木町、西本町、新町と接している。当地域は、池田市立池田小学校および池田市立池田中学校の校区に含まれる。当地域の中央やや東よりを大阪府道9号箕面池田線が縦断しており、池田職安前交差点から西へ本町通り線が伸びている。当地域の中央やや西寄りを栄町通り線が南北に伸びており、サカエマチ2番街が展開している。当地域を能勢街道が横断している。

## 歴史
1876年（明治9年）、料亭「めん茂楼」が木綿屋細原茂兵衛によって創業される。1949年（昭和24年）、池田電報電話局が郵便局から分離独立する形で発足する。1963年（昭和38年）、池田公共職業安定所が12番9号に移転する。1970年（昭和45年）3月1日、本町、栄町二丁目、大和町、綾羽一丁目が、栄本町に変更される。町名変更の実施を巡っては、本町の住民が町名変更の取りやめを要求し、大阪地方裁判所に提訴するも敗訴するという事案が発生している。

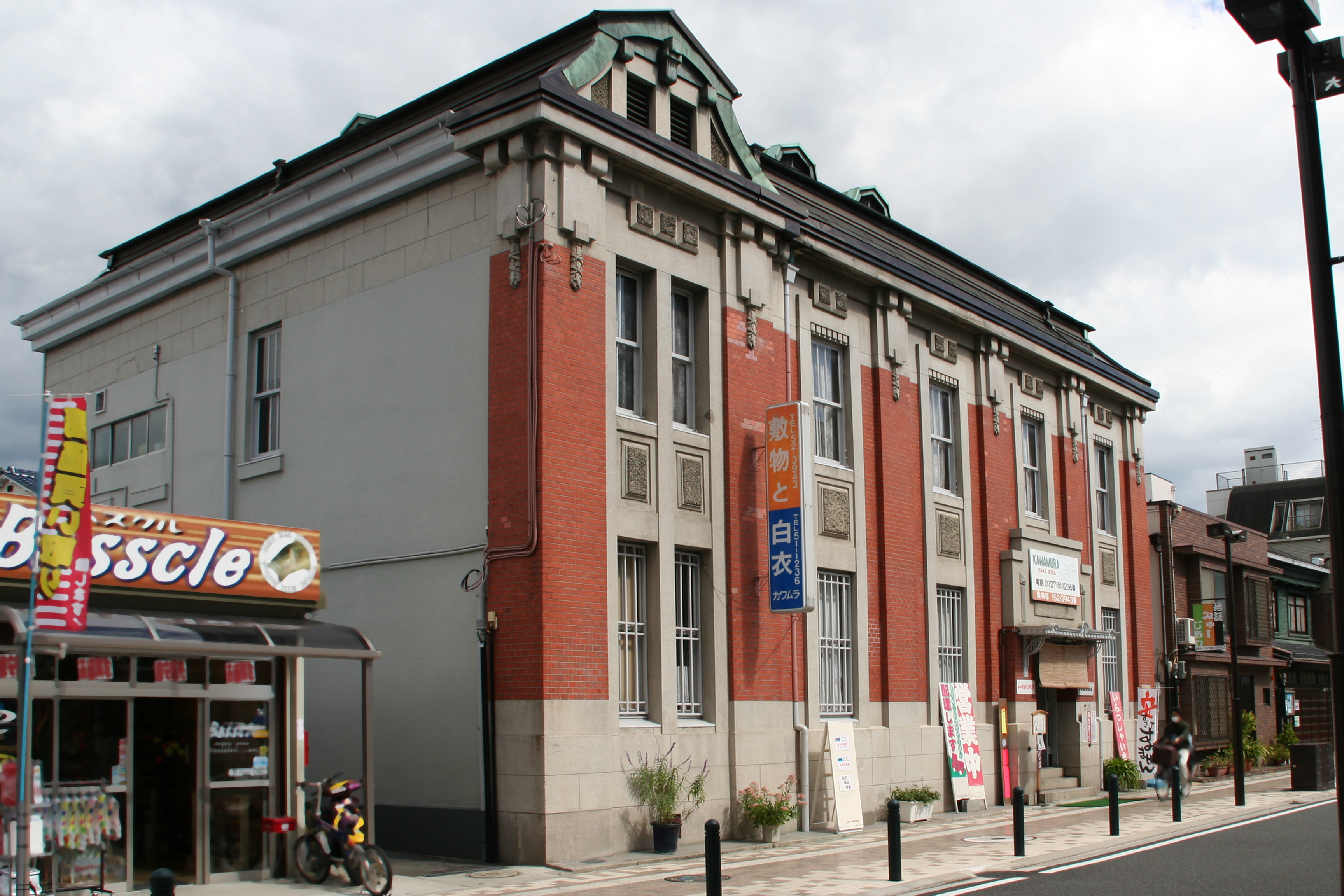
旧加島銀行池田支店

1977年（昭和52年）4月、コミュニティセンターが開設される。2000年（平成12年）4月、男女共生サロン「オーブ IKEDA」がいけだ・さわやかビル内に開設される。2003年（平成15年）12月1日、河村商店（旧加島銀行池田支店）が国の登録有形文化財に登録される。2007年（平成19年）4月29日、落語みゅーじあむが開設される。同年5月15日、吉田酒造が国の登録有形文化財に登録される。2009年（平成21年）4月5日、池田市立3R推進センター（エコミュージアム）が開設される。2010年（平成22年）7月24日、カレー店「おやじカレー」が開店される。同年11月1日、池田中央シネマを全面的に改装して造られた大衆演劇場「池田呉服座」が開設される。2020年（令和2年）4月、エコミュージアムが菅原町の中央公民館に移転される。

## 施設

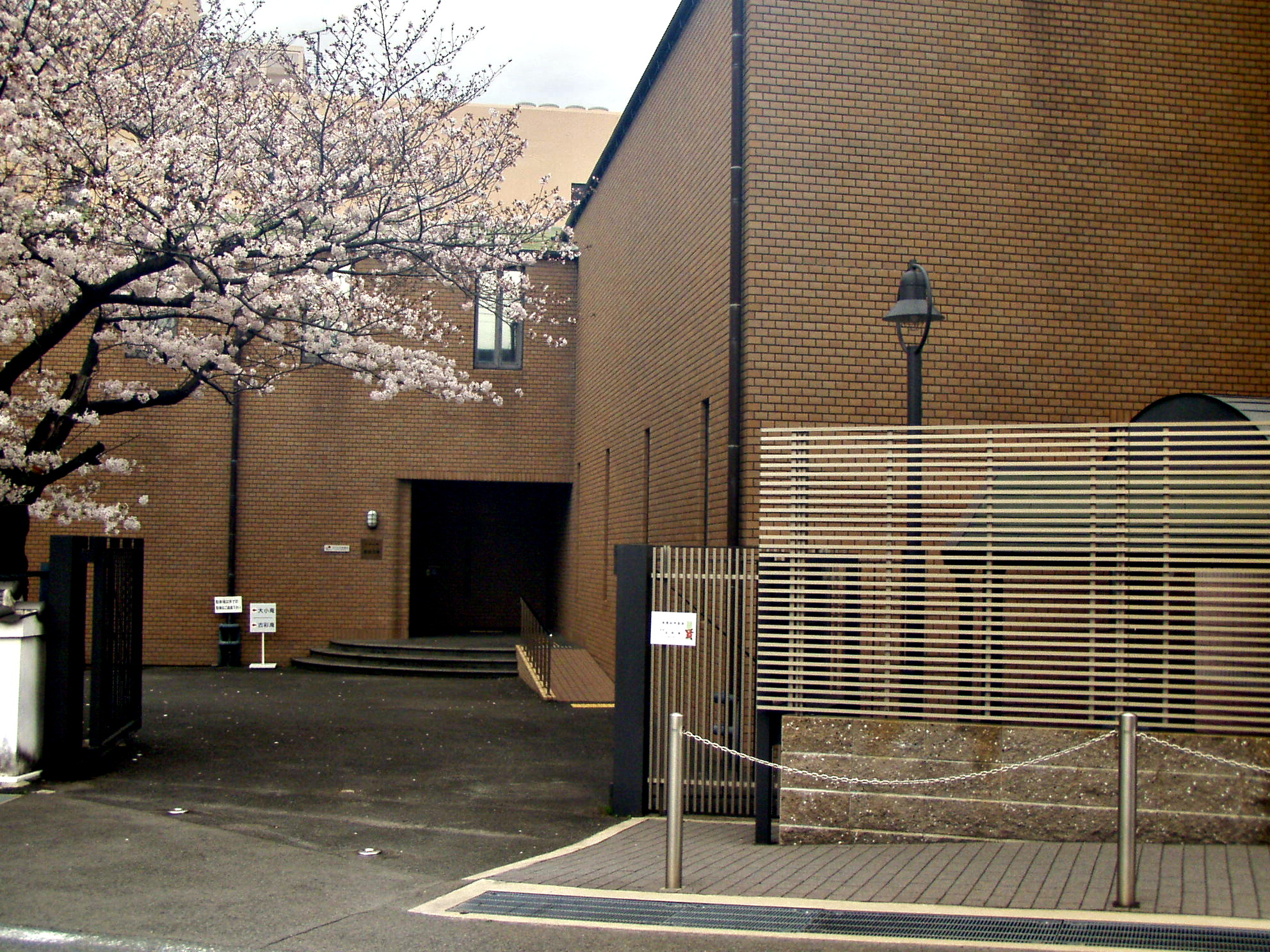
池田文庫

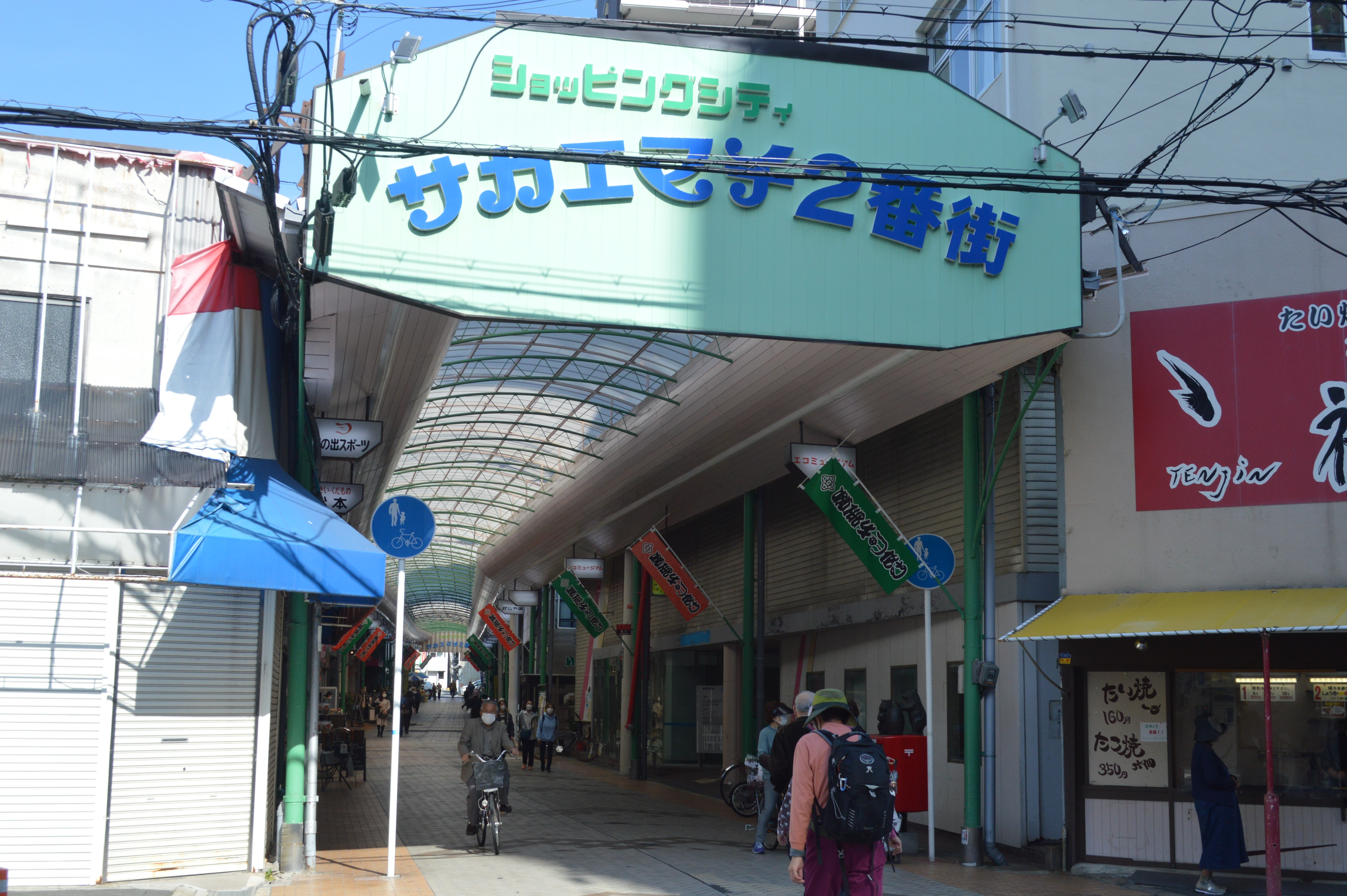
サカエマチ2番街

- 池田市公益活動促進センター（トアエル）[3][31]
- 池田公共職業安定所（ハローワーク池田）[3][32]
- 逸翁美術館[3]
- 池田文庫[3]
- 池田栄本町郵便局[33]
- ビリケンプラザ[34]
- 栄本町公園[34]
- サカエマチ2番街[11][4]

### かつて存在した施設
- 池田市立3R推進センター（エコミュージアム） - 菅原町に移転[3][35][30]